# Władków
Władków – wieś sołecka w Polsce położona w województwie mazowieckim, w powiecie grodziskim, w gminie Grodzisk Mazowiecki.
| SIMC    | Nazwa   | Rodzaj    |
| ------- | ------- | --------- |
| 0002588 | Wandzin | część wsi |

W latach 1975–1998 miejscowość administracyjnie należała do województwa warszawskiego.